# Antoine Adams
Antoine Adams (ur. 31 sierpnia 1988) – reprezentujący Saint Kitts i Nevis lekkoatleta specjalizujący się w biegach sprinterskich.
W 2010 podczas mistrzostw NACAC młodzieżowców odpadł w eliminacjach na 100 metrów, a także zajął 5. miejsce na dwukrotnie dłuższym dystansie oraz dotarł do ćwierćfinału biegu na 200 metrów podczas igrzysk Wspólnoty Narodów w Nowym Delhi. Podczas mistrzostw Ameryki Środkowej i Karaibów w 2011 odpadł w eliminacjach biegów na 100 i 200 metrów oraz zdobył brązowy medal w rywalizacji sztafet 4 x 100 metrów.  Na mistrzostwach świata w Daegu (2011) wraz z Jasonem Rogersem, Kimem Collinsem oraz Brijeshem Lawrence'em w eliminacjach biegu rozstawnego 4 × 100 metrów ustanowił wynikiem 38,47 rekord Saint Kitts i Nevis, a następnie w finale – po odpadnięciu przy ostatniej zmianie drużyn Wielkiej Brytanii i Stanów Zjednoczonych – o 0,01 pokonał reprezentantów Polski i zdobył brązowy medal. Na koniec sezonu 2011, razem z narodową sztafetą 4 × 100 metrów, wywalczył srebro igrzysk panamerykańskich. W 2012 był członkiem sztafety 4 x 100 m, która biegła w półfinale igrzysk olimpijskich w Londynie. Osiągnięty przez ową sztafetę czas (38,41) jest aktualnym rekordem Saint Kitts i Nevis. Adams dotarł także do półfinałów biegu na  100 i 200 m. W 2013 zdobył złoto mistrzostw Ameryki Środkowej i Karaibów w biegu na 200 metrów, bijąc rekord Saint Kitts i Nevis na tym dystansie. W 2014 zdobył srebro w sztafecie 4 × 200 metrów na IAAF World Relays oraz zajął 4. miejsce w biegu na 100 metrów podczas igrzysk Wspólnoty Narodów. Brązowy medalista biegu na 100 metrów podczas igrzysk panamerykańskich w Toronto (2015). Medalista mistrzostw kraju.

## Rekordy życiowe
- bieg na 100 metrów – 10,01 (16 czerwca 2013, Basseterre i 22 czerwca 2014, Basseterre) / 10,00w (29 czerwca 2013, Edmonton)
- bieg na 200 metrów – 20,08 (22 czerwca 2014, Basseterre) rekord Saint Kitts i Nevis
- bieg na 300 metrów – 33,32 (29 sierpnia 2012, Kohila)
- bieg na 60 metrów (hala) – 6,58 (12 lutego 2016, Houston)
- bieg na 150 metrów (hala) – 15,54 (7 lutego 2012, Mustasaari)
- bieg na 200 metrów (hala) – 21,00 (12 stycznia 2013, College Station)